# عزیزم، بچه را بزرگ کردم
عزیزم، بچه را بزرگ کردم (به انگلیسی: Honey, I Blew Up the Kid) فیلمی محصول سال ۱۹۹۲ و به کارگردانی رندل کلایسر است. در این فیلم بازیگرانی همچون ریک مورانیس، مارشا استراسمن، لوید بریجز، رابرت الیوری، جان شی، کری راسل، ران کانادا، ایمی اونیل، گرگوری سیرا، جولیا سویینی ایفای نقش کرده‌اند.اولین سری این مجموعه عزیزم من بچه ها را کوچک کردم در سال ۱۹۸۹ منتشر شد.نسخه دوم فیلم عزیزم من بچه را بزرگ کردم در سال ۱۹۹۲ منتشر شد.سومین نسخه سوم فیلم عزیزم ما خودمان را کوچک کردیم در سال ۱۹۹۷ بود.